# أليسيا جارسيا رودريغيز
أليسيا جارسيا رودريغيز (من مواليد 3 يناير 1970) سياسية إسبانية. وهي عضوة في حزب الشعب. وهي نائبة حالية في المحاكم العامة لأفيلا منذ 21 مايو 2019. أعلنت اللجنة الانتخابية الوطنية لحزب الشعب أن غارسيا ستحضر كرئيس لقائمة أفيلا قبل الانتخابات العامة 201 في 15 مارس 2019. شغلت منصب وزيرة الثقافة والسياحة في المجلس العسكري في قشتالة وليون في الفترة من 27 يونيو 2011 إلى 8 يوليو 2015. وكانت أيضًا مستشارة للأسرة وتكافؤ الفرص في المجلس العسكري في قشتالة وليون من 27 يونيو 2011 إلى 8 يوليو 2015.

## السيرة الشخصية
ولدت أليسيا غارسيا في أفيلا بإسبانيا في 3 يناير 1970. متزوجه ودرست في جامعة كومبلوتنسي بمدريد وحصلت على بكالوريوس في الاقتصاد وعلوم الأعمال من جامعة كومبلوتنسي بمدريد. تم انتخابها نائبة عن المجلسين التشريعيين الثالث عشر والرابع عشر.